# Virtuellt flygbolag
Ett virtuellt flygbolag är en organisation på internet ägnad åt hobbyn flygsimulering.
Virtuella flygbolag är vanligen inte vinstinriktade, även om vissa försöker efterlikna verkliga flygbolag ifråga om organisationsstruktur. De vanligaste organisationsstrukturerna innefattar ofta en eller flera av följande tjänstetitlar:
- VD eller CEO
- COO (Chief Operational Officer)
- Styrelseordförande (president)
- Vice styrelseordförande (vice president)
- Kundtjänst-chef
- Operationschef
- Virtuella piloter

Medan ett stort antal virtuella flygbolag är fiktionära ifråga om namn och drift, har andra tagit sitt namn från ett flygbolag i den verkliga världen (efter godkännande av den juridiska person vilken de virtuellt företräder). Vissa verkliga flygbolag (såsom Cathay Pacific) har gjort sig kända genom att avråda dem som vill använda deras namn (eller andra upphovsrättsligt skyddade material) och har till och med hotat med rättsliga åtgärder. Andra (såsom United Airlines) har uppmuntrat dem; verklighetens United Airline försåg sin virtuella motpart med webbplatsutrymme och en webbadress på en subdomän under sin egen united.com. Dessutom finns det virtuella flygbolagskoncerner som driver ett flertal mer eller mindre självständiga virtuella flygbolag under ett gemensamt varumärke, formgivning av webbplatsen eller namn.
Piloter som arbetar för dessa flygbolag måste äga en flygsimulator och annan datorutrustning för att kunna fullgöra sina uppdrag. Vanligen förs en logg på flygbolagets webbplats, där antalet flygtimmar noteras för varje pilot. Ibland betalas även till och med virtuella löner för de flygtimmar de gör för företaget.
Många virtuella flygbolag tillåter att deras piloter flyger online på organisationer såsom VATSIM eller IVAO. Onlineflygning ökar dramatiskt realismen hos flygsimulatorn genom att införa realistisk och levande flygledning. De flesta virtuella flygbolag är regelbundet värdar för events online, där de virtuella piloterna kan delta i gruppflygningar tillsammans med hundratals andra virtuella piloter. Tekniken har förbättrats oerhört sedan den introducerades på BBS-drivna virtuella flygbolag, och erbjuder nu ett större utbud av verktyg och resurser tillgängliga för de virtuella piloterna, varvid flygsimuleringens realism förbättras.
För att sammanfatta: Virtuella flygbolag är inte verkliga, men anses ändå som en seriös hobby med lockelse bland en mycket bred åldersgrupp bland dess deltagare. Det har sagts att virtuella flygbolag utgör en sandlådemiljö där yngre medlemmar kan få erfarenhet av företagsvärlden inom flygbranschen, utan att riskera ekonomiska förluster. De utgör även en möjlighet för dem som är flygintresserade men inte kan flyga själva i verkliga livet på grund av ekonomiska, hälso- eller andra skäl.
Ett annat slags virtuella flygbolag innefattar virtuella VFR-klubbar

## Kuriosa
- Ett virtuellt flygbolag, vid namn Jetstar International Airlines hotade med rättsliga åtgärder gentemot Jetstar Airways, hävdande att detta dotterbolag till Qantas hade stulit deras namn och flygplansfärger [1]. Detta är första gången någonsin som ett verkligt flygbolag använt ett virtuellts varumärken och intellektuella egendom. Inga rättegångshandlingar finns om detta ärende, så man får anta att de två parterna gjorde upp utanför rättssalen.

### Fotnoter
1. ↑   Referat på www.bandt.com Arkiverad 25 december 2007 hämtat från the Wayback Machine.